# 2008年热带风暴约瑟芬
热带风暴约瑟芬（英語：Tropical Storm Josephine）是2008年大西洋飓风季的第10场热带风暴。系统源于8月31日离开非洲西海岸的强劲东风波，经过快速组织，于9月2日在佛得角群岛西南偏南方向约270公里海域发展成第十号热带低气压，并且很快就于当天中午时分升级成热带风暴并获名“约瑟芬”。接下来几天时间里，气旋总体向西北偏西方向移动，于9月3日清晨达到风力时速100公里的最高强度。部分受飓风艾克的外流影响，约瑟芬遭遇强烈的风切变，同时还因外界大气干燥而开始减弱。9月6日，风暴在风切变、干燥空气和行经海域水温渐低的三重不利影响下减弱成热带低气压，并且周围的对流还在不断消散，最终退化成残留低气压。9月10日，约瑟芬的残留在瓜德罗普以东约835公里洋面消散，但系统的残留湿气仍在圣克洛伊岛引发轻度洪灾。

## 气象历史
热带风暴约瑟芬源于2008年8月末离开非洲西海岸的一股东风波。系统从佛得角以南经过并缓慢发展，于9月2日在佛得角群岛东南偏南方向发展成第十号热带低气压。随着低气压逐渐组织，其上层发展出眼状特征，仅成形5小时后就升级成热带风暴并获名“约瑟芬”（Josephine）。气旋所在洋面环境有利于急剧强化，但气象机构预计风暴并不会快速增强。
当天下午，风暴继续增强，结构渐趋对称。但受其所在位置限制，气象机构无法获得准确的风速测量值，美国国家飓风中心因此不确定其实际强度。虽然周围的风切变很少，但气旋却停止继续强化，中心也略向外界暴露出来。气象部门预计，受向南俯冲的上层低压槽影响，约瑟芬前方海域的风切变会有显著增长。风暴中心虽然失去部分对流，但气旋却在9月3日清晨略有增强，中心以南的雷暴活动变得更加层次分明。随着北面的低压槽逐渐深化，令西面的风切变增强，美国国家飓风中心认为约瑟芬的强化过程只会持续很短的时间。

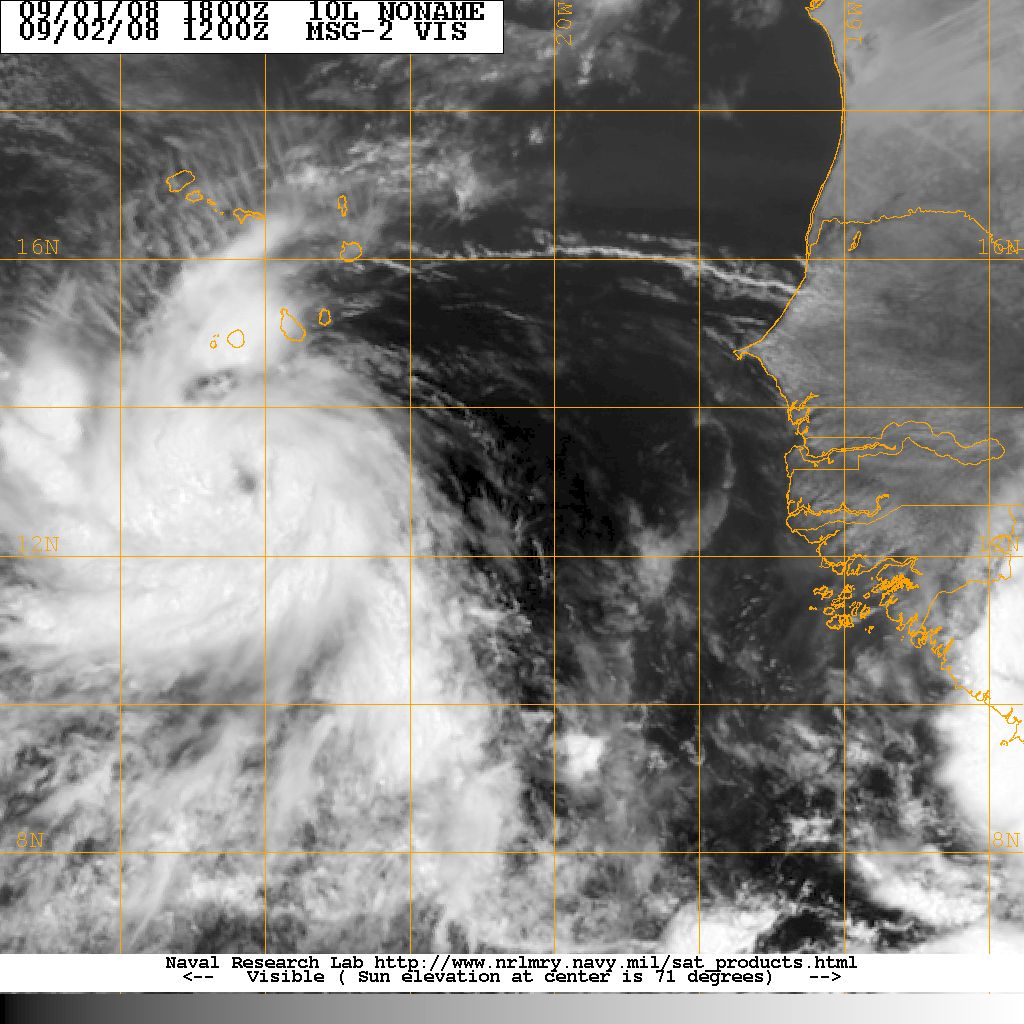
9月2日，热带风暴约瑟芬呈现出眼状特征。

北美东部时区9月3日早上8点左右，气旋达到风力时速100公里的最高强度，其组织结构也在持续改善。但是，风暴中也已呈现出衰减迹象。朝向北面的外流受到限制，约瑟芬开始散发出弧形云系，表明系统受到干燥空气的侵蚀。。当天下午，受强烈风切变和干燥空气的共同影响，气旋对流开始急剧消亡。到了这天深夜，风暴中心几乎已经完全暴露出来，其附近仅有小片对流带持续。
虽然继续受到强烈风切变的不利影响，但系统的东北半圆内却有大规模的深层对流爆发出来。风暴中心朝新对流方向转移，气旋得以增强。约瑟芬继续西进，其强度正如之前气象机构预测的那样基本保持不变，美国国家飓风中心认为风暴行进洋面的风切变略有减少。但是，气旋的对流再度消减，到这天上午，中心已完全暴露在外，约瑟芬再度弱化。到下午时，风暴中心仅剩云层漩涡，缺乏对流。9月4日深夜到9月5日清晨，气旋关联的对流又出现重新发展，但在强烈南向风切变的制约下，这些对流大多其中在北侧环流范围内。9月5日早上，重新发展出对流的约瑟芬略有强化。但是，这次增强趋势只持续了很短时间，当天上午，风暴再度因风切变压制而停止强化，系统周围的对流同中心分别，约瑟芬再度小幅减弱。
9月5日下午，气旋在强烈南向风切变的影响下继续减弱，风速降至每小时65公里，已接近热带风暴强度下限，其内部几乎已经完全没有对流。当天深夜，约瑟芬内部有少量对流维持，但已不足以保持热带风暴标准。北美东部时区9月5日晚19点，美国国家飓风中心将缺少对流的约瑟芬降级成热带低气压，预计其风力时速为55公里。通常情况下，周围已经没有对流的系统应该归类为残留低气压，但考虑到气旋仍有可能在接下来几天内重新发展，所以气象部门仍将其视为热带低气压。次日早上，约瑟芬在干燥空气和强烈风切变的双重不利影响下逐渐消亡并退化成残留低气压。由于系统残留朝向海域水温逐渐降低，风切变依然强劲，美国国家飓风中心预计约瑟芬不会重新发展。
出乎气象机构预料，气旋残留于9月7日下午呈现出重新发展迹象。系统周围的对流有显著增长，低气压中心也被包裹起来，不再暴露在外。9月8日，系统再度因风切变弱化，残留低气压周围的对流被剥离，中心再度暴露出来，美国国家飓风中心此后没有说明系统再生的可能。最终，气旋残留于9月9日因风切变和干燥空气的共同影响退化成开放式东风波。9月10日，约瑟芬的残留再度出现发展，全球预报模型发现系统又已重新成形。风暴残留朝巴哈马前进，并且仍然有再生的可能，但到了9月14日，这片残留终于在干燥空气和风切变的影响下完全消散。

## 影响
9月2日风暴从佛得角群岛以南洋面经过期间，其外围雨带产生少量降水，降雨总量约为14毫米。气旋的整体影响很小，没有任何报道表明约瑟芬曾引发洪灾或造成任何破坏。
风暴消散数天后，其残留湿气在圣克洛伊岛产生降水和雷暴，降雨量达到25.4毫米。大雨导致轻度街道洪灾，还有部分城区被淹，但没有报道表明当地有因洪灾造成损失。